# Black Emanuelle – Stunden wilder Lust
Black Emanuelle – Stunden wilder Lust (Originaltitel Emanuelle in America) ist ein italienischer Sexploitation-Film von Joe D’Amato aus dem Jahre 1976 mit Laura Gemser in der Hauptrolle, der insbesondere für eine Zoophilie-Szene notorisch ist. Der Skandalfilm ist der dritte Teil der italienischen Black-Emanuelle-Serie, einer Adaption der französischen Emmanuelle-Reihe.

## Handlung
Die New Yorker Journalistin Emanuelle arbeitet an einer Reportage über die geheimen sexuellen Wünsche der High Society, wodurch sie in einen Sumpf aus Dekadenz, Perversion und Sex gerät. Sie lernt den Milliardär Eric van Darren kennen, der sich eine Art Harem hält. Die Frauen sind dem Mann hörig und es kommt zu diversen Orgien auf dem Anwesen des Milliardärs.
Nach einem erfolgreichen Pokerabend flieht Emanuelle, indem sie sich heimlich in das Auto des ebenfalls anwesenden Grafen Alfredo Elvize di Mont Elba schmuggelt, und reist mit ihm nach Venedig ab. Der Graf ist mit seiner Ehegattin zerstritten, doch können die beiden nach einer Ménage à trois mit Emanuelle wieder versöhnt werden. Auf einer anschließenden Feier kommt es abermals zu einer Orgie.
Zurück in New York führt Emanuelle zunächst einige Fotoshootings durch und wird später in ein Bordell auf einer Urlaubsinsel geschickt, wo Männer zum Liebesspiel für reiche Damen angeboten werden. Bei einem Pärchen beobachtet sie dann, wie sich dieses zu den Szenen eines Snuff-Films einer Super-8-Projektion liebt, die Folterungen in einem unbekannten Lager zeigt. Emanuelles Tarnung fliegt schließlich auf und sie wird zur Chefin Diana Smith geführt. Es gelingt ihr, Smith zu verführen, und auch hier kann sie anschließend fliehen.
Zurück in der Redaktion wird sie auf eine verschwundene Prostituierte angesetzt. Ein Politiker, der in das Verschwinden verstrickt sein soll, wird von ihr in ein Schlafzimmer gelockt, wo sie sich einen Pornofilm ansehen. Nach einigen Provokationen seitens Emanuelle zeigt der Politiker ihr weitere Snuff-Aufnahmen. Er flößt ihr LSD ein und die beiden fliegen in den Dschungel, um die Lokalitäten des Snuff-Drehs zu begutachten. Als die Reporterin wieder nüchtern ist, wird ihr weisgemacht, dass ihre Erinnerungen nur vom LSD ausgelöste Halluzinationen waren.
Wieder zurück in der Redaktion tauchen jedoch Beweisfotos für die Echtheit der Szenen auf, woraufhin Emanuelle ihrem Verleger unterbreitet, die Story an die Öffentlichkeit zu bringen. Diesem wurde aber verboten, sie zu drucken, da der Politiker ein hohes Tier sei. Wütend beschließt Emanuelle daraufhin den Verlag zu verlassen und reist mit ihrem Freund Bill, mit dem sie schon einige Sexspielchen während der Story ausgeübt hatte, in die Karibik ab. Die dortigen Eingeborenen entführen das Paar und Bill verkauft Emanuelle für einige Muscheln und einen Krug Bier als Braut an den Stammeshäuptling. Am nächsten Morgen wachen die „schöne Schwarze“ und Bill gemeinsam auf und es stellt sich heraus, dass sie sich nur an einem Filmset befinden und die Eingeborenen Schauspieler sind.

## Hintergrund
Verantwortlich für Emanuelle – Stunden wilder Lust zeigte sich der Regisseur Joe D’Amato (ebenfalls als Kameramann unter seinem richtigen Namen: Aristide Massaccesi). D’Amato prägte diese Reihe und verhalf ihr zu Ruhm und einem hohen Bekanntheitsgrad. Die Inszenierung des ersten Films oblag ihm allerdings nicht. Die Hauptrolle übernahm, wie in den Filmen zuvor auch, Laura Gemser, die in den nachfolgenden Jahren in zahlreichen anderen Erotikfilmen zu sehen war.
Für Furore sorgte Emanuelle – Stunden wilder Lust mit einigen Szenen, die die Grenze zum Hardcore (Laura Gemser beteiligte sich ausdrücklich nicht daran) deutlich überschritten, und eine Sodomie-Szene, in deren Verlauf der Penis eines Hengstes sexuell stimuliert wird. Insbesondere diese Szene war bis vor kurzem nur in sehr seltenen und exorbitant teuren VHS-Veröffentlichungen vollkommen ungekürzt zu sehen, da sie selbst vergleichsweise liberale Staaten wie die Niederlande aus dem Film schneiden ließen. Zudem löste eine vorgebliche Snuff-Dokumentation Skandale aus. Lange Zeit wurden diese sehr authentisch wirkenden Szenen als real angesehen. Durch ein Making-of, das auf der italienischen DVD enthalten ist, wurde dieses Gerücht endgültig aus der Welt geschafft. Aus den anstößigen Inhalten resultierend, wurden bis vor einigen Jahren alle deutschen Veröffentlichungen geschnitten herausgegeben. Bereits in den deutschen Lichtspielhäusern wurde Emanuelle – Stunden wilder Lust um drei Minuten entschärft. Auf VHS belief sich die Gesamtschnittdauer auf über 10 Minuten. Anschließend wurde die Staatsanwaltschaft mit Emanuelle – Stunden wilder Lust befasst, da die Bundesprüfstelle für jugendgefährdende Schriften noch immer eine strafrechtliche Relevanz in den Inhalten sah. Dies ist zurückzuführen, laut der Begründung der BPjM, auf eine sozialethische Desorientierung bei Kindern und Jugendlichen, explizit was das Rollenverhältnis zwischen Mann und Frau anbelangt. Noch heute erhielt die ungekürzte DVD in Deutschland keine FSK-Freigabe und muss daher als „ungeprüft“ gekennzeichnet werden. Währenddessen musste Emanuelle – Stunden wilder Lust in anderen Staaten zensiert werden, damit eine Freigabe bzw. keine Einstufung als Pornofilm erfolgte. So wurde der Film bei seinem Erscheinen in den Niederlanden, in Belgien, Dänemark (Neuauflage) und Italien gekürzt. Den Rekord hält diesbezüglich Großbritannien. Dort wurde die VHS-Veröffentlichung sehr rigide um über 18 Minuten gekürzt.
Der Film erlebte am 5. Januar 1977 seine italienische Premiere und wurde in Deutschland am 7. Januar 1977 erstaufgeführt.

## Kritiken
Allgemein erfuhr der Film schlechte Kritiken, erweckte aber durch die gezeigten Skandal-Szenen Interesse beim Zuschauer:

„Der dritte Teil über die wahllos Frauen und Männer wechselnde Edelnutte (‚Heiraten ist keine Dummheit, sondern ein Verbrechen‘), bietet nicht einmal mehr einen exotischen Hintergrund für seine konfuse, äußerst tendenziöse Handlung. Wir raten ab.“

„Wenn der Film einfach nur der übliche Sexfilm wäre, keiner würde sich großartig darum scheren, auch wenn Laura Gemser beauty as ever aussieht und der Streifen einige Hardcoreszenen (ohne Laura) enthält. Was ihn damals zu einem Skandalfilm machte, waren die Szene in der ein Pferd eine weibliche Hand angelegt bekommt und der angebliche Snuff-Film. […] Dabei handelt es sich auch wirklich um ein heftiges Stück Zelluloid, die Snuffszenen wirken sehr rau und realistisch und können auch nicht einfach so vom Zuschauer verdaut werden.“

„Alles in allem ist Laura Gemser natürlich wie immer eine Augenweide und, ebenfalls wie gewohnt, ist der Film im Grunde vollkommen langweilig und ohne Sinn und Verstand. Doch das ist in diesem Falle ja auch nicht wichtig.“